# Liste d'avions civils
Cette page présente une liste d'avions civils.

## Avions de ligne

### Airbus
Union européenne
(Coopération entre les entreprises de différents pays européens.)
- Avions actuels :
  - A220-100/300
  - A319
  - A319neo
  - A320-100/200
  - A320neo
  - A321-100/200
  - A330-200/200F/300/500
  - A330neo-800/900
  - A350 XWB-900/1000
- Avions en cours d'industrialisation :
  - A321neo
  - A350F
- Anciens avion :
  - A300
  - A310
  - A318
  - A340-200/300/500/600
  - A380-800

### Antonov
Ukraine
- Avions :
  - An-2 Colt
  - An-12 Cub
  - An 14
  - An-24 Coke
  - An-26 Curl
  - An-30 Clank
  - An-32 Cline
  - An-38
  - An-52
  - An-70
  - An-72A Coaler
  - An-74  Coaler
  - An-74-300
  - An-124 Condor
  - An-140
  - An-225 Mriya Cossack

- avions en projet :
  - An-132 (abandonné)

### ATR
France -  Italie
- Avions actuels :
  - ATR 42-500/600
  - ATR 72-500/600

### BAE Systems
Royaume-Uni
- Avions actuels :
  - BAe 146

### Boeing
États-Unis
- Avions actuels :
  - Boeing 717 (projet MD-95)
  - Boeing 737-200/300/400/500/600/700/700ER/800/900/900ER
  - Boeing 737 MAX 7 / 8 / 9 / 10
  - Boeing 757-200/300
  - Boeing 767-200/300/300ER/400ER
  - Boeing 777 Triple Seven
  - Boeing 787 DreamLiner
- Avions anciens :
  - Boeing 247
  - Boeing 307
  - Boeing 707
  - Boeing 727
  - Boeing 747-200/400/-8
- Avions en projet :
  - Boeing 797

### Bombardier
Canada
- Biréacteurs :
  - CRJ-100
  - CRJ-200
  - CRJ-550
  - CRJ-700
  - CRJ-705
  - CRJ-900
  - CRJ-1000
  - CS200

- Avions en projet :
  - CS100
  - CS100ER
  - CS300
  - CS300ER
  - CS300XT

- Turbopropulseurs :
  - Q100, version modernisée du DHC-8 100
  - Q200, version modernisée du DHC-8 200
  - Q300, version modernisée du DHC-8 300
  - Q400, version modernisée du DHC-8 400

### Britten-Norman
Royaume-Uni
- Bimoteurs :
  - Britten-Norman Islander
  - Britten-Norman Defender
- Trimoteur :
  - Britten-Norman Trislander

### Bristol
Royaume-Uni
Société disparue 
- Avions civils arrêtés de production
  - Bristol Wayfarer

### Alliance France-Royaume-Uni
France  Royaume-Uni
- avions civils ancien
- Concorde

### Comac
Chine
- avions actuels :
  - ARJ21

- avions en projet :
  - C919
  - CR929

### Convair
États-Unis
Société disparue
- Avions civils arrêtés de production
  - CV240
  - CV340
  - CV440
  - CV580
  - CV880
  - CV990

### Dassault Aviation
France
- Avions civils actuels :
  - Falcon 8X
  - Falcon 7X
  - Falcon 6X
  - Falcon 2000
  - Falcon 2000 LX
  - Falcon 900

- Avions anciens :
  - Mercure 100
  - Falcon 20 (5 d'entre eux volent actuellement pour la Nasa)
  - Falcon 10
  - Falcon 50
- Avions en projet :
  - Falcon 10X

### De Havilland
Royaume-Uni
Société disparue
- Avions civils arrêtés de production
  - DH.18
  - DH.83
  - DH.84
  - DH.86
  - DH.89
  - DH.91
  - DH.95
  - DH.104
  - DH.106
  - DH.114

### Dornier
Allemagne
- - Dornier 228
  - Dornier 328

### Douglas
États-Unis
Société disparue
- Avions civils arrêtés de production
  - DC-1
  - DC-2
  - DC-3
  - DC-4
  - DC-5
  - DC-6
  - DC-7
  - DC-8
  - DC-9
  - DC-10
  - Dolphin
  - M

### Embraer
Brésil
Avions actuels :
- EMB 120
- ERJ 135
- ERJ 140
- ERJ 145
- Embraer 170
- Embraer 175
- Embraer 190
- Embraer 195

- Embraer 175-E2
- Embraer 190-E2
- Embraer 195-E2

### Fairchild
États-Unis
Société disparue
- Avions civils arrêtés de production
  - Fairchild FH-227
  - Fairchild  SA-227 Metroliner

### Fokker
Pays-Bas
Société disparue
- Avions civils arrêtés de production
  - Fokker F27
  - Fokker F28
  - Fokker F50
  - Fokker F100
  - Fokker F.II
  - Fokker F.VII

### Ford
États-Unis
- Ford 4-AT
- Ford 5-AT
- Ford 8-AT

### Grumman
États-Unis
- Avions civils arrêtés de production
  - Gulfstream

### Hawker Siddeley
Royaume-Uni
Société disparue
- Avions civils arrêtés de production
  - HS-121
  - HS-748

### Iliouchine (Ilyushin)
Russie
- Avions civils actuels :
  - Iliouchine Il-62 Classic
  - Iliouchine Il-76 Candid
  - Iliouchine Il-86 Camber
  - Iliouchine Il-96
  - Iliouchine Il-114
- Anciens avions civils :
  - Iliouchine Il-14
  - Iliouchine Il-18

### Keystone
États-Unis
Société disparue
- Avions civils arrêtés de production
  - Keystone K-78 Patrician

### Latécoère
France
- Avions anciens :
  - Latécoère 3
  - Latécoère 5
  - Latécoère 6
  - Latécoère 8
  - Latécoère 13
  - Latécoère 14
  - Latécoère 15
  - Latécoère 15 H
  - Latécoère 16
  - Latécoère 17
  - Latécoère 17-3-J
  - Latécoère 19
  - Latécoère 20
  - Latécoère 300 Croix du Sud
  - Latécoère 521 Lieutenant de Vaisseau Paris
  - Latécoère 522 Ville de St-Pierre
  - Latécoère 631 Lionel de Marnier

### Lockheed
États-Unis
- Avions anciens :
  - Air Express
  - Vega
  - Super Electra
  - Constellation - Super Constellation
  - L1011 Tristar

### Martin
États-Unis
Société disparue
- Avions civils arrêtés de production
  - Martin 2-0-254
  - Martin 3-0-3
  - Martin 4-0-4

### McDonnell Douglas(racheté parBoeing)
États-Unis
- Avions anciens :
  - MD-80
  - MD-90
  - MD-95 renommé Boeing 717
  - DC-10
  - MD-11

### Short
Royaume-Uni
- Short 330
- Short 360
- Short SC.7

### Soukhoï
Russie
- Avions civils actuels :
  - SSJ100

### Stinson
États-Unis
Société disparue
- Avions civils arrêtés de production
  - Stinson SM-6000

### Sud-Aviation
France
- Avions civils anciens :
  - SE 210 Caravelle

### Tupolev
Russie
- Avions civils actuels :
  - Tu-134 Crusty
  - Tu-154 Careless
  - Tu-204
  - Tu-214
  - Tu-334
  - Tu-156M (Prototype)

- Avions civils anciens :
  - Tu-104
  - Tu-124
  - Tu-144

### Yakovlev
Russie
- Avions civils actuels : 
  - Yak-40
  - Yak-42

- Avions civils en projet :
  - Yak-48

## Avions de transport

### Aero Spacelines
États-Unis
- Avions anciens : 
  - Pregnant Guppy
  - Super Guppy
  - Mini Guppy

### Airbus
Union européenne
- Avions Actuels :
  - A300-600ST Béluga

### Boeing-Evergreen
États-Unis
- Avions actuels :
  - Boeing 747-400 Large Cargo Freighter Dreamlifter

### Bristol
Royaume-Uni
- Avions anciens : 
  - Bristol Freighter

### LAPCAT
Royaume-Uni
 Union européenne
financement
- Avion en projet
  - LAPCAT A2
  - Skylon

### Lockheed
États-Unis
- Avions actuels :
  - Lockheed L-100

- Avions anciens : 
  - Lockheed L-188

### Nord-Aviation
France
- Avions actuels :
  - N262 / dérivé du Max Holste MH-260 « Super-Broussard ».

## Avions d'affaires

### Aerospatiale
France
- Aérospatiale SN-601 Corvette

### Beechcraft
États-Unis
- Avions actuels :
  - Beechcraft Premier I
  - Beechcraft 200
  - Beechcraft 1900

### Boeing
États-Unis
- Avions actuels - BBJ

- Boeing 717
- Boeing 737
- Boeing 747 Jumbo Jet
- Boeing 757
- Boeing 767
- Boeing 777 Triple Seven
- Boeing 787 Dreamliner

### Bombardier
Canada
- Challenger 300
- Challenger 604
- Challenger 800

- Learjet 40
- Learjet 40 XR
- Learjet 45
- Learjet 45 XR
- Learjet 60
- Learjet 70/75

- Global Express
- Global Express XRS
- Bombardier Global 5000

### Cessna
États-Unis
- Avions anciens :
  - Citation I
  - Citation II / Bravo
  - Citation III / VI / VII
  - Citation V / Ultra / Encore / Encore+
  - Citation X / X+
  - Citation Excel / XLS
  - Citation Sovereign / Sovereign+
  - CitationJet / CJ1 / CJ1+ / CJ2 / CJ2+ / CJ3
  - Citation Mustang
- Avions actuels :
  - CitationJet / CJ3+ / CJ4 / M2
  - Citation XLS+
  - Citation Latitude
  - Citation Longitude
- Avions en développement :
  - Citation Hemisphere

### Dassault Aviation
France
- Avions anciens : 
  - Falcon 10
  - Falcon 20
  - Falcon 30
  - Falcon 40
  - Falcon 200
  - Falcon 5X (annulé)[1]
- Avions actuels :  
  - Falcon 50
  - Falcon 900
  - Falcon 2000
  - Falcon 7X
  - Falcon 8X
- Avions en développement :
  - Falcon 6X

### Eclipse Aerospace
États-Unis
- Avions actuels :
  - Eclipse 550
- Avions anciens :
  - Eclipse 400
  - Eclipse 500

### Embraer
Brésil
- Avions actuels :
  - Embraer Phenom 100
  - Embraer Phenom 300
- Avions anciens :
  - EMB 121 Xingu

### Gulfstream
États-Unis
- Avions anciens :
  - G.II
  - G-III
  - G100
  - G150
  - G200
  - G350
  - G400 (2003)
  - G450
  - G500 (2002)
  - G550

- Avions actuels :
  - G500 (2014)
  - G600
  - G650

### Learjet
États-Unis
- Avions anciens :
  - Learjet 23
  - Learjet 24
  - Learjet 28
  - Learjet 29

### Pilatus
Suisse
- Avions actuels :
  - Pilatus PC-6
  - Pilatus PC-12
  - Pilatus PC-24

## Avions légers
Pour les avions en cours de production, voir aussi : aviation légère.

### Aeronca
États-Unis
- Aeronca 7
- Aeronca 11
- Aeronca 15
- Aeronca 50
- Aeronca C
- Aeronca K
- Aeronca L

### APEX Aviation
France
Anciennement Centre-Est Aéronautique et Avions Pierre Robin
Voir Robin

### Aura Aero
France
- Aura Aero Integral

### Boisavia
France
- Boisavia B-601L Mercurey

### Beechcraft
États-Unis
- Beechcraft B-19 Musketeer
- Beechcraft B-23 Musketeer et Sundowner
- Beechcraft Model 33 Bonanza
- Beechcraft Model 35 Bonanza
- Beechcraft G36 Bonanza
- Beechcraft Model 55 Baron
- Beechcraft Model 58 Baron
- Beechcraft B-60

### Caudron
France
- Caudron C-272 Luciole

### Cessna
États-Unis
- Cessna 120
- Cessna 140
- Cessna 150
- Cessna 152
- Cessna 172 Skyhawk
- Cessna 177 Cardinal
- Cessna 180 Skywagon
- Cessna 182 Skylane
- Cessna 206 Stationair
- Cessna 208 Caravan I, Grand Caravan & Cargomaster
- Cessna 210 Centurion
- Cessna 310 Skyknight
- Cessna 336 Skymaster

### Chilton Aircraft
Royaume-Uni
- Chilton DW.1

### Cirrus Design
États-Unis
- Cirrus SR-20
- Cirrus SR-22
- Cirrus SRV

### Daher
France
- TBM 910 [2]
- TBM 930 [3]

### Diamond Aircraft
Autriche
- Diamond DA20 Biplace
- Diamond DA40 Diamond Star
- Diamond DA42 Twin Star
- Diamond DA50
- Diamond DA62

### Epic Aircraft
États-Unis
- Epic LT
- Epic E1000

### Fournier
France
- Fournier RF-2
- Fournier RF-5
- Fournier RF-5B
- Fournier RF-6
- Fournier RF-7
- Fournier RF-8
- Fournier RF-9
- Fournier RF-10
- Fournier RF-47

### Gulfstream American
États-Unis
- Gulfstream American AA-5
- Gulfstream American GA-7

### Gardan
France
- Gardan GY-201 Minicab
- Gardan GY-80 Horizon

### HarbinHAMC
Chine
- Harbin Y-12 type I et II

### Heinkel
Reich allemand
- Heinkel He 71

### Issoire Aviation
France
- APM 20 Lionceau
- APM 30 Lion
- APM 40 Simba

### Jodel
France
Les Jodels sont des avions qui ont été construits soit par des amateurs, soit par diverses sociétés. Ils sont tous regroupés ici :
- Jodel D9, dit « Bébé Jodel »
- Jodel D11 (D-111 à D-128), D-117 (Société aéronautique normande, SAN), D-112, D-120 (Wassmer), D-117 (Alpavia), D-127 (EAC) et bien d'autres sociétés en France et dans le monde (Falconar au Canada, etc.)
- Jodel D-140 Mousquetaire (Société aéronautique normande)
- Jodel D-150 Mascaret (Société aéronautique normande)
- Jodel D-18 (D-18 à D-20)
- Jodel DR-1050 Ambassadeur (Société aéronautique normande)
- Jodel DR-1051 sicile (Société aéronautique normande)
- Jodel DR-1052 sicile (CNRA)

### Kestrel Aircraft
États-Unis
- Kestrel

### LISA Airplanes
France
- LISA Airplanes Akoya
- LISA Airplanes Hy-Bird

### Mauboussin
France
- Mauboussin Corsaire M 123C

### Max Holste
France
- Max-Holste MH-1521 Broussard

### Messerschmitt-Bölkow-Blohm
Allemagne
- MBB 223 Flamingo

### Miles
Royaume-Uni
- Miles M.38 Messenger

### Mooney
États-Unis
- Mooney M10

- Mooney M20
- Mooney M20R Ovation
- Mooney M20TN Acclaim

### Morane-Saulnier
France
- Morane-Saulnier MS.315
  - Morane-Saulnier MS.317 (variante du précédent)

(racheté par Socata)
- Avion ancien : Morane Paris
- Morane-Saulnier Rallye MS-880, MS-881, MS-883, MS-886, MS-890, MS-892, MS-893 et MS-894

### Mudry
France
(actuellement APEX Aviation)
- CAP-10
- CAP-20
- CAP-230
- CAP-231
- CAP-232
- CAP-X

### Piel
France
Site des avions Piel
- Piel CP-1310-1315 Super Emeraude CDN

### Piper
États-Unis
- Piper Cub
- Piper PA-18 Super Cub
- Piper PA-20 Pacer
- Piper PA-23 Apache & Aztec
- Piper PA-24 Comanche
- Piper PA-25 Pawnee
- Piper PA-28 Cherokee, Warrior, Archer, Dakota, Arrow
- Piper PA-30 Twin Comanche
- Piper PA-31 Chieftain, Mojave, Navajo & Cheyenne
- Piper PA-32 Cherokee Six, Lance & Saratoga
- Piper PA-34 Seneca
- Piper PA-36 Pawnee
- Piper PA-38 Tomahawk
- Piper PA-42 Cheyenne
- Piper PA-44 Seminole
- Piper PA-46 Malibu, Malibu Mirage, Malibu Meridian & Malibu Matrix

### PZL
Pologne
- PZL-104 Wilga

### Robin
France
- Robin DR-100
- Robin DR-200
- Robin DR-221
- Robin DR-300
- Robin DR-400
- Robin DR-500
- Robin HR-100
- Robin HR-200
- Robin R 1000
- Robin R 2000
- Robin R 3000
- Robin ATL
- Robin X4

### Socata(racheté parDaher)[4]
France
- Socata ST-10 Diplomate
- Socata TB-9 Tampico
- Socata TB-10 Tobago
- Socata TB-20 Trinidad
- Socata TB-360 Tangara
- Socata TBM-700 (limite des avions légers et des avions d'affaires)
- Socata TBM-850 (limite des avions légers et des avions d'affaires)
- Socata TBM-900 (limite des avions légers et des avions d'affaires)

### Tecnam
- Tecnam P2006T
- Tecnam P2010

### Wassmer
France
- Wassmer WA-20 Javelot
- Wassmer WA-26 Squale
- Wassmer WA-28 Espadon
- Wassmer WA-30 Bijave
- Wassmer WA-40 Sancy
- Wassmer WA-41 Baladou
- Wassmer WA-50 : WA-51 Pacific, WA-52 Europa, WA-54 Atlantic, WA-80 Piranha
- Wassmer CE-43 Guépard

### Yakovlev
Union soviétique
- Yakovlev Yak-12 Creek.

## Avions légers de construction amateur ou en kit

### A.C Mobil 34
France
- AC Mobil 34 Chrysalin

### Weedhopper Aircraft
États-Unis
- Chotia Weedhopper

### Colomban
France
- Colomban MC-10 Cri-cri
- Colomban MC-100 Ban-bi

### Cub Crafters
États-Unis
- CubCrafters CC18-180 Top Cub
- CubCrafters CC19-180 XCub

### Dyn'Aéro
France
- Dyn'Aéro CR100 / CR110 / CR120
- Dyn'Aéro MCR 01
- Dyn'Aéro MCR 4S
- Dyn'Aéro Twin-R

### Gaz'aile
France
- Gaz'aile 1 Motorisation turbo diesel
- Gaz'aile 2 Motorisation diesel

### Jodel
France
- Voir Avions légers

### LH Aviation
France
- LH-10 Ellipse

### Mignet
France
- HM-1-1 (1912)
- HM-2 (1920)
- HM-3 (1922)
- HM-4 ( ?? )
- HM-5 (1924)
- HM-6 (1925)
- HM-8 (1928)
- HM-13 (1930)
- HM-14 Pou du ciel (1934)
- HM-15 ( ?? )
- HM-16 ( ?? )
- HM-17 ( ?? )
- HM-18 ( ?? )
- HM-19 ( ?? )
- HM-210 ( ?? )
- HM-280 (1944)
- HM-290 (1946)
- HM-293 ( ?? )
- HM-360 (1957)
- HM-380 (1957)

### Piel
France
Site des avions Piel
- Piel CP-10 Pinocchio
- Piel CP-20 Pinocchio I
- Piel CP-30 Emeraude
- Piel CP-40 Donald
- Piel CP-60 Diamant
- Piel CP-70 Beryl
- Piel CP-80
- Piel CP-90 Pinocchio II
- Piel CP-100
- Piel CP-150 Onyx
- Piel CP-320 Super Emeraude CNRA
- Piel CP-605-615 Super Diamant
- Piel CP-750
- Piel CP-1320 Saphir
- Piel ML-125-250 Rubis

### Pottier
France
- Pottier P-70
- Pottier P-80
- Pottier P-100
- Pottier P-180

### Rutan
États-Unis
- Rutan Long-EZ
- Rutan VariEze
- Rutan VariViggen

## Avions de travail agricole

### Air Tractor
États-Unis
- Air Tractor AT-300

### Ayres
États-Unis
- Ayres Thrush

### Cessna
États-Unis
- Cessna 188

### Embraer
Brésil
- Embraer EMB 200 Ipanema

### Fletcher Aviation
États-Unis
- Fletcher FU-24 Utility

### PZL Mielec
Pologne
- PZL M-15 Belphegor

### Zlín
Tchécoslovaquie
- Zlín Z-37 Čmelák